# Tiết Vĩnh

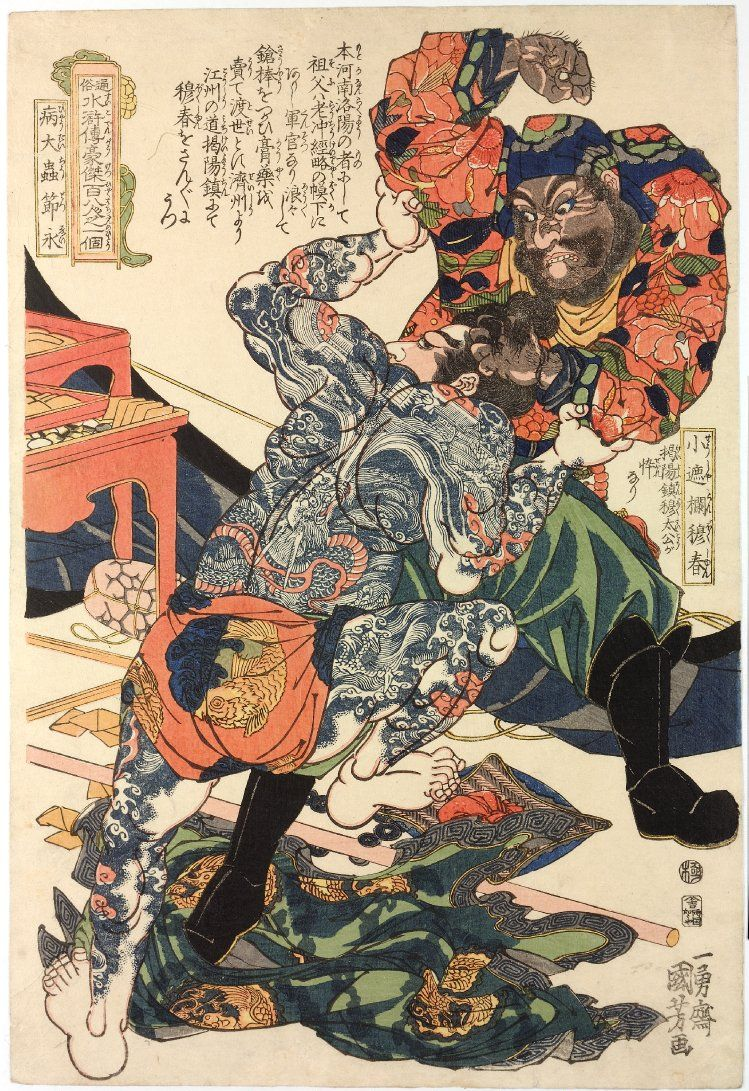
Hồi 36 - Tiết Vĩnh (trên, mặc áo) đánh Mục Xuân (dưới, cởi áo xăm mình) tại bến Yết Dương

Tiết Vĩnh (chữ Hán: 薛永) là một nhân vật trong tác phẩm Thủy hử, một trong 72 địa sát tinh. Ông có ngoại hiệu là Bệnh đại trùng (chữ Hán: 病大蟲; Cọp ốm), mang sao Địa U Tinh, đứng thứ 84 trong 108 anh hùng Lương Sơn Bạc.

## Xuất thân
Tiết Vĩnh người ở huyện Lạc Dương, tỉnh Hà Nam, ông của Tiết Vĩnh ngày trước làm thuộc viên cho quan Kinh lược trung, sau vì ác cảm với một số đồng liêu nên không được thăng dụng nữa.

## Gia nhập Lương Sơn
Đến đời Tiết Vĩnh chỉ nhờ nghề đánh gậy bán thuốc cao để kiếm ăn và quen được Hầu kiện dạy cho ông võ công. Sau này khi Tống Giang ở bến Yết Dương cho Tiết Vĩnh tiền nên bị Mục Xuân đánh, Tiết Vĩnh đánh Mục Xuân phải bỏ chạy, làm quen với Tống Giang. Mục Xuân cùng anh là Mục Hoằng truy đuổi Tống Giang, Tiết Vĩnh khắp trấn. Về sau, anh em họ Mục biết được người đó là Tống Công Minh thì vui mừng khôn tả, đoạn kết bái huynh đệ. Sau vụ cướp pháp trường Giang Châu, Tống Giang và Đới Tung được cứu, Tiết Vĩnh cùng anh em họ Mục, Trương Hoành, Trương Thuận, Lý Tuấn, Lý Lập và anh em Đồng Uy, Đồng Mãnh theo Tống Giang với Đới Tung cùng lên Lương Sơn Bạc.

## Tử trận
Sau này quân Lương Sơn đánh Phương Lạp ở Giang Nam, Lư Tuấn Nghĩa sai Sử Tiến, Trần Đạt, Dương Xuân, Thạch Tú, Lý Trung, Tiết Vĩnh đem ba nghìn quân bộ đi trước dọn đường ở ải Dục Linh, gặp Đại tướng của Phương Lạp là Tiểu Dưỡng Do Cơ Bàng Vạn Xuân chặn đường, bắn chết Sử Tiến, hai bên sườn núi bắn tên ra như mưa, Tiết Vĩnh cùng 5 tướng kia đều bị bắn chết.

## Trong Đãng Khấu Chí
Tại hồi 29, đại quân Lương Sơn mang quân đến cứu Thanh Vân Sơn, trong khi các đầu lĩnh khác đang tấn công đồi Chính Nhất; Ngô Dụng lệnh cho Dương Chí, Mục Xuân, Tiết Vĩnh dẫn ba ngàn lính chốt ở cửa thôn đề phòng quân cứu viện của ba trang Quy Hóa. Quân Lương Sơn vây đánh hai ngày, nhưng trên đồi Chính Nhất phòng thủ nghiêm ngặt, không sao công hạ nổi. Bỗng phía đông nam có tiếng pháo nổ rền, biết là có cứu binh, quân trên đồi Chính Nhất bắn pháo hiệu, tức thì 1 vạn hai ngàn hương binh từ 3 trang ùn ùn kéo ra cổng thôn; quân trên đồi cũng đánh thốc xuống. Dương Chí, Mục Xuân, Tiết Vĩnh cùng ba ngàn lính bị vây chặt. Tiết Vĩnh bị Sa Chí Nhân và Miễn Dĩ Tín vây đánh, song thương cùng đâm, Dương Chí vội đến cứu thì Tiết Vĩnh đã trúng thương ngã ngựa. Mục Xuân hoảng hốt, thiết xoa của Vân Sinh mạnh quá, họ Mục chống đỡ không nổi, lại bị đồng nhân của Lan Sinh đánh vào mạn sườn, Mục Xuân lên chầu trời. Dương Chí cũng bị thương thoi thóp, may được viện quân cứu ra.